# 狩猎武器

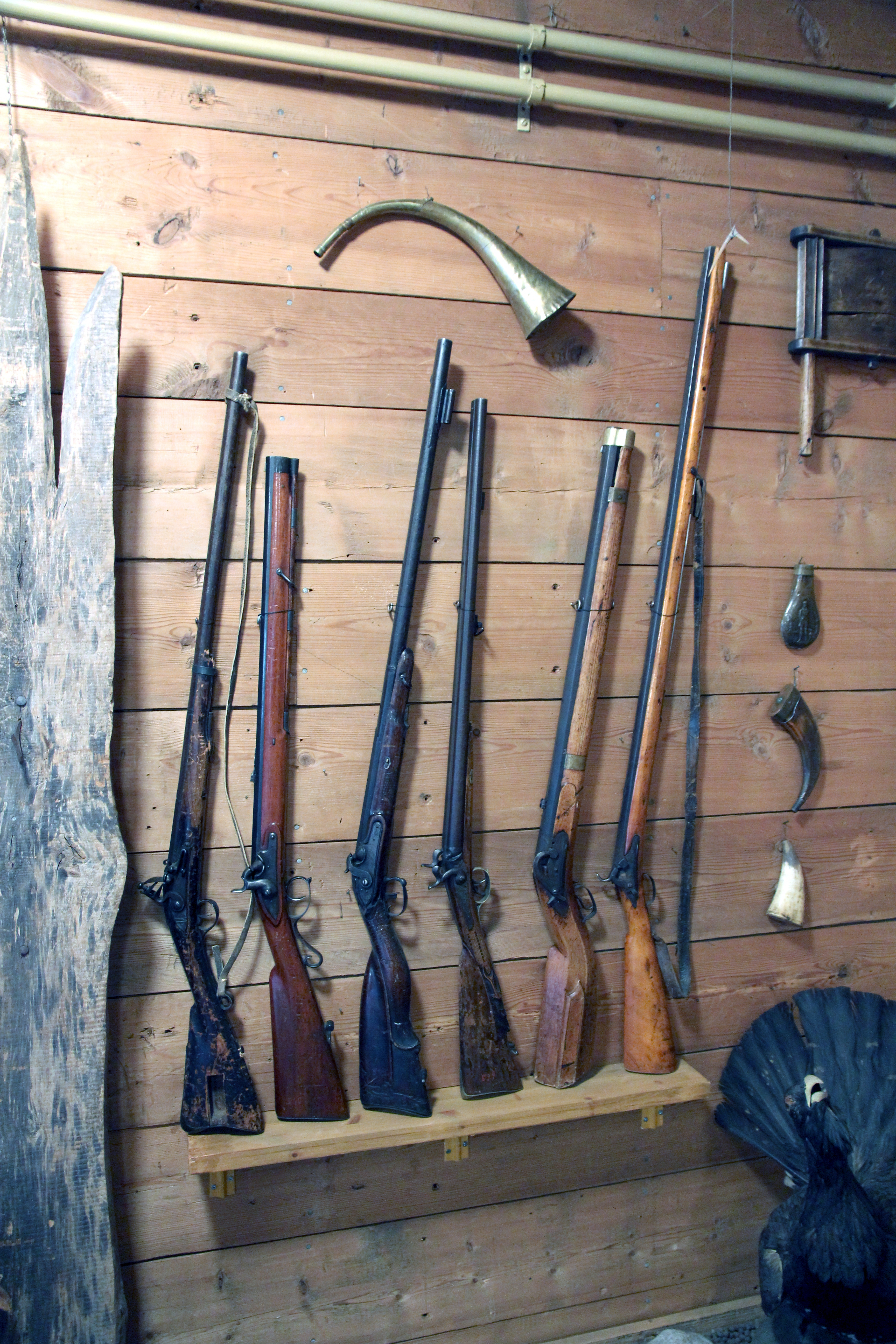
位于芬兰米凯利的苏尔-萨沃（Suur-Savo）博物馆中展出的老猎枪。

狩猎武器（英語：Hunting weapons），又称猎具，是主要为作为一种捕食或运动而针对猎物进行的狩猎活动所设计或使用的武器，与防御武器或主要用于战争等其他类型的武器所不同。
由于人类缺乏自然界中其他大型掠食者所拥有的天然武器（如利爪、獠牙等），因而人类在制造人工的工具来克服这一缺点方面有着悠久的历史。纵观狩猎武器的发展历史，其大多显示出随时间推移而不断增强的捕猎能力，可以在扩大猎人的攻击范围的同时保持产生致残或致命伤害的能力，以使猎人能够以最小代价来捕获猎物。